# Historicitat
El terme historicitat s'empra en filosofia de la història per designar la característica de tot allò que és històric. El concepte s'usa en ciències socials en dos sentits ben diferents: d'una banda allò que és històric s'oposa al que és mític o llegendari. La historicitat es caracteritza pel fet que pot ser testimoniada per documents. Epistemològicament, només hi ha història si hi ha document. En aquest sentit un historiador pot qüestionar la historicitat de la Guerra de Troia, un teòleg pot posar en dubte la historicitat de Jesús o un folklorista pot ironitzar sobre la llegenda d'Eulàlia de Barcelona, per posar uns exemples, en la mesura que són fets poc o mal documentats.
En un segon sentit, ontològic, més propi de la filosofia de la historia, la historicitat és una característica pròpia de tots els humans i una condició a priori necessària de la vida humana, en tant que inscrita en el temps. La historicitat constitueix la manera en què els humans es despleguen en el temps i determina la consciència que en tenen. En aquest sentit el debat sobre la historicitat és un element central en l'historicisme.
Però mentre l'historicisme habitualment propugna la dependència absoluta del passat respecte al present, la historicitat és dinàmica: la forma com un col·lectiu entén la seva realitat històrica condiciona la seva identitat i es reinterpreta periòdicament. Segons Dilthey (a la Teoria de les concepcions del món): En la historicitat aquest tipus immutable que era l'home desapareix com fos en el procés que és la història. (G.S. VIII, p. 6).

## Règim d'historicitat
Els diversos sentits de la historicitat s'anomenen règims (o formes) d'historicitat. Un règim d'historicitat és un model teòric explicatiu: la forma en què els humans ordenen el passat, el present i el futur per tal de fer-lo comprensible. No s'ha de confondre un règim d'historicitat amb una edat o una època històrica (en el sentit de Condorcet, per exemple), perquè no planteja un problema de límits cronològics, o de periodització. La historicitat és un concepte bàsicament comparatista i només es pot aplicar a la cultura occidental. Textos literaris com les Memòries d'ultratomba de Chateaubriand o El món d'ahir de Stefan Zweig són exemples d'habituals en l'anàlisi dels règims d'historicitat.
Es poden diferenciar tres règims d'historicitat: 
1.- Aquell en què la legitimitat del present prové del passat (historicisme clàssic, tradicionalisme).
2.- Aquell en què el present troba en ell mateix la seva justificació (bàsicament és una tesi defensada per l'utilitarisme i el liberalisme).
3.- Aquell en què el present i el passat recullen la seva legitimitat del futur que anuncien o que porten implícit en ells mateixos (és el cas de les utopies).
Conceptes com la memòria històrica o el patrimoni històric depenen de la forma d'historicitat que un col·lectiu assumeix. En filosofia de la història, Hegel va considerar que la historicitat només era possible en una comunitat ètica. Martin Heidegger i l'existencialisme han insistit que l'home és un ésser-per-a-la-mort, i la historicitat és la forma de la finitud.